# Johann Baptist Näf
Johann Baptist Näf (* 9. August 1827 in Untereggen; † 11. September 1911 in Salzburg) war ein Schweizer resignierter Pfarrer und Bibliothekar.

## Leben
Johann Baptist Näf stammte aus Untereggen. Nach seiner Priesterweihe am 10. April 1852 und anschliessender Promotion am 6. September 1852 war er zunächst Domvikar in St. Gallen und danach Kaplan in Kirchberg sowie in Eggersriet. Für die Jahre 1854 bis 1856 war er zum Pfarrer in Widnau gewählt. Nachdem bereits kurz darauf Streitigkeiten um seine Wahl ausbrachen, resignierte er schon im Oktober 1855 und lehrte als Professor am Kollegium Schwyz und am Kollegium St. Michael, bevor er von 1868 bis 1872 als Bibliothekar in der Stiftsbibliothek St. Gallen wirkte. In seinem Rechenschaftsbericht über das Jahr 1872 an seine Oberbehörde, den Administrationsrat des Katholischen Konfessionsteils des Kantons St. Gallen, leitete er den Abschnitt über Gelehrtenbesuche in der Stiftsbibliothek St. Gallen ein.
1872 ging Näf nach Salzburg und war ab dann auch viele Jahre schriftstellerisch tätig, wobei ihm seine Fremdsprachenkenntnisse zugutekamen. Schon in seiner frühen Salzburger Zeit beteiligte er sich an den Studien und Mitteilungen zur Geschichte des Benediktinerordens und seiner Zweige, auch als Herausgeber derselben. Im dritten Jahrgang erschien ein von ihm verfasster Beitrag über das Kloster Montserrat, im vierten Jahrgang über den Erzbischof von Sydney Johann Beda Polding, in Australien bekannt als John Bede Polding (1794–1877), und im 26. Jahrgang über die Benediktiner in Mexiko. Am Borromäum lehrte Näf als Professor und Sprachenlehrer Italienisch, zuvor auch Französisch und Englisch. Von 1872 bis 1886 erstellte er als Bibliothekar der Stiftsbibliothek St. Peter einen 13-bändigen Katalog mit den Beständen der Bibliothek, wodurch grundlegende Neuordnungen möglich wurden. Über diese Bestände wurden 1910 bzw. 1912 Teilkataloge angefertigt, die bis heute in Gebrauch sind.
Auch nach seiner Übersiedlung in das Seniorenasyl der Barmherzigen Schwestern vom hl. Vinzenz von Paul in Budapest bewahrte Näf dem Stifte treue Freundschaft. Noch 1911 erschien in den Studien und Mitteilungen zur Geschichte des Benediktinerordens und seiner Zweige die von ihm verfasste Abhandlung Die Bibliothek des ehemaligen Benediktinerstiftes St. Gallen. Kurze Geschichte derselben und ihre wichtigsten Handschriften. Von einem alten St. Galler.
Die Einsegnung seines Leichnams hielt Erzabt Willibald Hauthaler (1843–1922). Aus der Schweiz war der St. Galler Stiftsbibliothekar Adolf Fäh zugegen.